# Walter Chalá
Walter Leodán Chalá Vásquez (n. Valle del Chota, Imbabura, Ecuador; 24 de febrero de 1992) es un futbolista ecuatoriano. Juega de extremo y su equipo actual es Oriente Petrolero de la Primera División de Bolivia.

## Trayectoria
Nació el 24 de febrero de 1992 en el Valle del Chota, Ecuador. Al igual que otros niños del Valle del Chota su afición por este deporte creció y se forjó en un terreno semiplano ubicado debajo del puente que conecta la parte noroeste de la provincia de Imbabura a las orillas del río Juncal. Estuvo en la escuela de fútbol de Agustín Delgado. Recuerda con nostalgia su niñez y ha señalados que, a pesar de su pobreza, tuvo una "infancia feliz". Estuvo una temporada en el (Club Deportivo Valle del Chota) jugando en la posición de delantero. A los 14 años decidió probarse en el Deportivo Cuenca fichando para este equipo. Sus condiciones y su efectividad bajo los tres palos le dieron un puesto en el equipo titular. Debutó el 28 de julio de 2010 frente a Liga Deportiva Universitaria al entrar en la cancha en el minuto 86, anotando el gol que permitió que el partido terminara empatado con un marcador 1-1. Jugó 19 partidos en el club morlaco y anotó 7 goles.
En el 7 de enero de 2011 fue transferido al FC Rubin Kazán de la Liga Premier de Rusia. Firmó un contrato por cuatro años con un importe de un millón de dólares, actuando varios partidos antes de lesionarse. En enero de 2012 se confirma el regreso de Walter a Ecuador, para fichar por el Deportivo Cuenca.
El 28 de febrero de 2013 se confirma la vinculación del jugador al FC Neftekhimik Nizhnekamsk de la Liga Rusa.
El 29 de enero de 2015 se confirma la vinculación del jugador al Independiente del Valle del Serie A de Ecuador. El 29 de diciembre de 2015 firma su regreso al Deportivo Cuenca, club donde militara la temporada 2016.
Desde 2018 hasta 2022 militó en Universidad Católica de Ecuador, siendo uno de los jugadores más regulares en el equipo capitalino. Para la temporada 2023 fue anunciado como refuerzo de Liga Deportiva Universitaria con un año de contrato.

## Selección nacional

### Selección sub-20
En el 2010 marcó 14 goles con la selección de fútbol de Ecuador Sub-20 y en el Campeonato Sudamericano Sub-20 de 2011 anotó un gol.

### Selección absoluta
Walter Chalá, delantero que en la temporada 2016 llevaba una destacada actuación con Deportivo Cuenca, tuvo su primera convocatoria en la lista del estratega Gustavo Quinteros para integrar el plantel de la “Tri” previo a los encuentros ante Brasil y Perú por Eliminatorias.
Aunque a inicio del año fue una de las últimas y cuestionadas incorporaciones del plantel colorado y no arrancó la temporada siendo titular, su buen nivel le ha permitido dejar atrás la banca y las críticas para convertirse en el referente del ataque morlaco y ser uno de los máximos anotadores del certamen.
En 2021 fue convocado para un encuentro amistoso frente a Bolivia, debutando en aquel encuentro ingresando al minuto 83 del partido.
También sería tomado en cuenta para un amistoso frente a México, marcando el tercer gol de Ecuador. El encuentro finalizó 3-2.

### Partidos internacionales
Actualizado al último partido disputado el 27 de octubre de 2021.
| \| N.° \| Fecha \| Ciudad \| Rival \| Resultado \| Resultado \| Competencia \| \| --- \| --------------------- \| --------- \| ------- \| --------- \| --------- \| ----------- \| \| 1. \| 29 de marzo de 2021 \| Quito \| Bolivia \| 2-1 \| Victoria \| Amistoso \| \| 2. \| 27 de octubre de 2021 \| Charlotte \| México \| 3-2 \| Victoria \| Amistoso \| |                       |           |         |           |           |             |
| N.° | Fecha                 | Ciudad    | Rival   | Resultado | Resultado | Competencia |
| 1. | 29 de marzo de 2021   | Quito     | Bolivia | 2-1       | Victoria  | Amistoso    |
| 2. | 27 de octubre de 2021 | Charlotte | México  | 3-2       | Victoria  | Amistoso    |

### Goles internacionales
| \| N.° \| Fecha \| Lugar \| Rival \| Gol \| Resultado \| Competición \| \| --- \| --------------------- \| -------------------------------------------------- \| ------ \| --- \| --------- \| ----------- \| \| 1. \| 27 de octubre de 2021 \| Bank of America Stadium, Charlotte, Estados Unidos \| México \| 3–2 \| 3–2 \| Amistoso \| |                       |                                                    |        |     |           |             |
| N.° | Fecha                 | Lugar                                              | Rival  | Gol | Resultado | Competición |
| 1. | 27 de octubre de 2021 | Bank of America Stadium, Charlotte, Estados Unidos | México | 3–2 | 3–2       | Amistoso    |

## Estadísticas

### Clubes
Actualizado al último partido disputado el 8 de agosto de 2025.
| Club                                   | Div.          | Temporada     | Liga  | Liga  | Copas nacionales | Copas nacionales | Copas internacionales | Copas internacionales | Total | Total | Total  |
| Club                                   | Div.          | Temporada     | Part. | Goles | Part.            | Goles            | Part.                 | Goles                 | Part. | Goles | Asist. |
| -------------------------------------- | ------------- | ------------- | ----- | ----- | ---------------- | ---------------- | --------------------- | --------------------- | ----- | ----- | ------ |
| Deportivo Cuenca · Ecuador             | 1.ª           | 2010          | 19    | 7     | —                | —                | —                     | —                     | 19    | 7     | 0      |
| Rubin Kazán · Rusia                    | 1.ª           | 2011-12       | 0     | 0     | 0                | 0                | 0                     | 0                     | 0     | 0     | 0      |
| Rubin Kazán · Rusia                    | Total club    | Total club    | 0     | 0     | 0                | 0                | 0                     | 0                     | 0     | 0     | 0      |
| Deportivo Cuenca · Ecuador             | 1.ª           | 2012          | 31    | 3     | —                | —                | —                     | —                     | 31    | 3     | 2      |
| Neftekhimik Nizhnekamsk · Rusia        | 2.ª           | 2012-13       | 4     | 1     | 0                | 0                | —                     | —                     | 4     | 1     | 1      |
| Neftekhimik Nizhnekamsk · Rusia        | 2.ª           | 2013-14       | 28    | 2     | 2                | 1                | —                     | —                     | 30    | 3     | 2      |
| Neftekhimik Nizhnekamsk · Rusia        | Total club    | Total club    | 32    | 3     | 2                | 1                | 0                     | 0                     | 34    | 4     | 3      |
| Independiente del Valle · Ecuador      | 1.ª           | 2015          | 17    | 3     | —                | —                | 2                     | 0                     | 19    | 3     | 1      |
| Independiente del Valle · Ecuador      | Total club    | Total club    | 17    | 3     | 0                | 0                | 2                     | 0                     | 19    | 3     | 1      |
| Deportivo Cuenca · Ecuador             | 1.ª           | 2016          | 42    | 14    | —                | —                | —                     | —                     | 42    | 14    | 12     |
| Barcelona S. C. · Ecuador              | 1.ª           | 2017          | 1     | 0     | —                | —                | 0                     | 0                     | 1     | 0     | 0      |
| Barcelona S. C. · Ecuador              | Total club    | Total club    | 1     | 0     | 0                | 0                | 0                     | 0                     | 1     | 0     | 0      |
| Correcaminos · México                  | 2.ª           | 2017-18       | 20    | 3     | 3                | 2                | —                     | —                     | 23    | 5     | 0      |
| Correcaminos · México                  | Total club    | Total club    | 20    | 3     | 3                | 2                | 0                     | 0                     | 23    | 5     | 0      |
| Universidad Católica · Ecuador         | 1.ª           | 2018          | 17    | 1     | —                | —                | —                     | —                     | 17    | 1     | 1      |
| Universidad Católica · Ecuador         | 1.ª           | 2019          | 27    | 5     | 2                | 0                | 6                     | 2                     | 35    | 7     | 4      |
| Universidad Católica · Ecuador         | 1.ª           | 2020          | 14    | 2     | 0                | 0                | 2                     | 1                     | 16    | 3     | 5      |
| Universidad Católica · Ecuador         | 1.ª           | 2021          | 27    | 5     | 0                | 0                | 4                     | 2                     | 31    | 7     | 6      |
| Universidad Católica · Ecuador         | 1.ª           | 2022          | 17    | 1     | 0                | 0                | 8                     | 0                     | 25    | 1     | 4      |
| Universidad Católica · Ecuador         | Total club    | Total club    | 102   | 14    | 2                | 0                | 20                    | 5                     | 124   | 19    | 20     |
| Liga Deportiva Universitaria · Ecuador | 1.ª           | 2023          | 12    | 0     | 0                | 0                | 1                     | 0                     | 13    | 0     | 1      |
| Liga Deportiva Universitaria · Ecuador | Total club    | Total club    | 12    | 0     | 0                | 0                | 1                     | 0                     | 13    | 0     | 1      |
| Deportivo Cuenca · Ecuador             | 1.ª           | 2024          | 20    | 0     | 2                | 0                | 1                     | 0                     | 23    | 0     | 3      |
| Deportivo Cuenca · Ecuador             | Total club    | Total club    | 112   | 24    | 2                | 0                | 1                     | 0                     | 115   | 24    | 17     |
| Oriente Petrolero · Bolivia            | 1.ª           | 2025          | 14    | 4     | 5                | 0                | —                     | —                     | 19    | 4     | 1      |
| Oriente Petrolero · Bolivia            | Total club    | Total club    | 14    | 4     | 5                | 0                | 0                     | 0                     | 19    | 4     | 1      |
| Total carrera                          | Total carrera | Total carrera | 310   | 51    | 14               | 3                | 24                    | 5                     | 348   | 59    | 43     |
| 1. 2.                                  |               |               |       |       |                  |                  |                       |                       |       |       |        |

### Participaciones internacionales
| Torneo                 | Club                         | Resultado      |
| ---------------------- | ---------------------------- | -------------- |
| Copa Libertadores 2010 | Deportivo Cuenca             | Segunda fase   |
| Copa Libertadores 2015 | Independiente del Valle      | Primera fase   |
| Copa Libertadores 2017 | Barcelona S. C.              | Semifinales    |
| Copa Libertadores 2021 | Universidad Católica         | Segunda fase   |
| Copa Libertadores 2022 | Universidad Católica         | Fase 3         |
| Copa Sudamericana 2022 | Universidad Católica         | Fase de grupos |
| Copa Sudamericana 2023 | Liga Deportiva Universitaria | Campeón        |

## Palmarés

### Campeonatos nacionales
| Título             | Club                         | Año  |
| ------------------ | ---------------------------- | ---- |
| Copa de Rusia      | Rubin Kazán                  | 2012 |
| Serie A de Ecuador | Liga Deportiva Universitaria | 2023 |

### Campeonatos internacionales
| Título            | Club                         | Año  |
| ----------------- | ---------------------------- | ---- |
| Copa Sudamericana | Liga Deportiva Universitaria | 2023 |

## Vida personal
Es el hermano mayor del futbolista Jeison Chalá.